# Zou Kai
Zou Kai (en chino tradicional: 邹 凯, en chino simplificado: 邹 凯, en pinyin: Zou Kǎi) (Luzhou, República Popular China, 1988) es un gimnasta artístico chino, galardonado con cinco medallas olímpicas de oro, y cinco veces campeón del mundo.

## Biografía
Nació el 25 de febrero de 1988 en la ciudad de Luzhou, población situada en la provincia de Sichuan.

## Carrera Deportiva
Especialista en el ejercicio de suelo y barra fija, participó a los 20 años, en los Juegos Olímpicos de verano de 2008 realizados en Pekín (República Popular China), donde consiguió ganar la medalla de oro en estas dos pruebas en además del concurso completo (por equipos). En esos mismos Juegos participó en el concurso completo (individual), donde finalizó en segunda posición.
A lo largo de su carrera ha ganado siete medallas en el Campeonato del Mundo de gimnasia artística, entre ellas cinco medallas de oro y una medalla de oro en los Juegos Asiáticos.
También en los Juegos Olímpicos de Londres 2012, obtuvo medalla de oro en Suelo y por equipos y la medalla de bronce en barra fija.